# Wilhelm Magnus
Wilhelm Magnus (Berlim, 5 de fevereiro de 1907 — Nova Iorque, 15 de outubro de 1990) foi um matemático alemão.
Realizou trabalhos fundamentais em teoria combinatória de grupos, álgebra de Lie, física matemática, funções elípticas e o estudo da tesselação.
Em 1931 obteve o doutorado na Universidade de Frankfurt, com a tese Über unendlich diskontinuierliche Gruppen von einer definierenden Relation (der Freiheitssatz), orientado por Max Dehn.
Magnus foi professor em Frankfurt am Main, de 1933 a 1938. Ele recusou a se afiliar ao Partido Nazista e, consequentemente, não pode trabalhar na universidade durante a Segunda Guerra Mundial. Em 1947 tornou-se professor da Universidade de Göttingen. Em 1948 imigrou para os Estados Unidos para colaborar com o Projeto Bateman. Em 1950 foi indicado professor do Instituto Courant de Ciências Matemáticas, na Universidade de Nova Iorque. Permaneceu lá até 1973, quando foi para o Instituto Politécnico da Universidade de Nova Iorque, até aposentar-se em 1978.

## Obras
- Wilhelm Magnus, Abraham Karrass, Donald Solitar, Combinatorial group theory. Presentations of groups in terms of generators and relations, Reprint of the 1976 second edition, Dover Publications, Inc., Mineola, NY, 2004. ISBN 0-486-43830-9
- Wilhelm Magnus, Stanley Winkler, Hill's equation, Reprint of the 1979 second edition, Dover Publications, Inc., Mineola, NY, 2004. ISBN 0-486-49565-5.